# سالفا كير
سلفا كير مَيارديت (بالإنجليزية: Salva Kiir Mayardit) (1951 -)، أول رئيس لجنوب السودان واسمه الكنسي لدى التعميد «سلفا توري» لأن للمسيحيين في جنوب السودان اسم تمنحه القبيلة وآخر تمنحه الكنيسة مع التعميد.[بحاجة لمصدر]
سلفا كير جاء إلى منصب نائب رئيس السودان خلفاً للعقيد جون قرنق رئيسا للحركة الشعبية لتحرير السودان وقائدا لجيشها بعد وفاة قرنق في حادث مروحية بجنوب السودان.

## حياته
سلفا كير، الزعيم الجديد للحركة الشعبية لتحرير السودان (من مواليد ولاية بحر الغزال في 1951 ومن قبيلة الدينكا كبرى قبائل السودان بتعداد يتعدى ثلاثة ملايين نسمة متفوقة على القبيلتين النيليتين المنافستين في زعامة الجنوب وهما قبيلتا الشلك والنوير) شخصية خلافية؛ فوجهه صارم، رغم أنه وسلفه جون قرنق عملا بالقوات المسلحة السودانية، ولكن قرنق شخصية مرحة وحاضر البديهة والنكتة، فيما تغلب عليه صفة النخبوية أكثر من سلفا الذي تسيطر عليه وفق رؤية كثيرين ثقافته العسكرية.
تاريخ ميلاد سلفا كير، يقول لك إنه كان طفلا يوم اندلع أول تمرد في جنوب السودان بحامية توريت في أغسطس 1955 على خلفية رحيل الجنود البريطانيين تمهيدا لاستقلال السودان في يناير 1956، وما صاحبه من إشاعات بأن كل أمور القيادة العسكرية ستؤول لـ «المندكرو» وهو الاسم المصاحب للشماليين بلغة الجنوبيين أو ما يعرف بـعربي جوبا ، فحدث تمرد مسلح أودى بحياة نحو 300 عنصر من الطرفين، ولكنه سجل أول شرارة أو قل فتح أول صفحة في خطاب الحرب والسلام في السودان.
وتاريخ ميلاد الرجل يقول لك إنه ربما لم يتشرب بعمق المرجعية العقائدية والفكرية للتمرد في جنوب السودان، وأشهر محطاته كتاب «مشكلة جنوب السودان» من تأليف الراحلين جوزيف أودوهو و وليام دينق، وقد لخص الكتاب المشكلة في ثلاثة أبعاد هي: الإسلام والتعريب والتهميش الاقتصادي، وإلى ذلك ذهب بعدهما أوليفر ألبينو في مؤلفه «مشكلة جنوب السودان.. وجهة نظر جنوبية» (الطريف أن ألبينو عين وزيرا في حكومة المشير سوار الذهب وأعفي بعد فترة وجيزة بتورطه في قضية تهريب مخدرات).

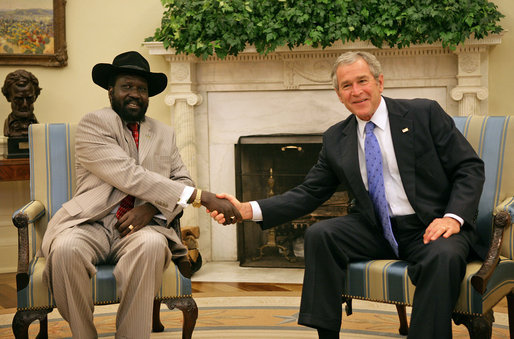
سلفاكير مع الرئيس الامريكي الاسبق جورج بوش الابن

وتاريخ ميلاد الرجل يدل على أنه كان في مراحل تعليمه الأوسط بعمر يتعدى الـ 10 سنوات، يوم فجرت حركة إنيانيا تمردها العسكري ضد حكومة المركز في الخرطوم بقيادة جوزيف لاقو في 1963.
فيما يقول لنا تاريخ الميلاد إن سلفا كير كان جنديا ورجلا راشدا يوم وقعت حركة إنيانيا بقيادة جوزيف لاقو اتفاقا للسلام مع نظام جعفر نميري بالعاصمة الإثيوبية أديس أبابا في 3 مارس 1972.
بدأ سلفا كير حياته العسكرية جنديا في الجيش السوداني قبل أن يلتحق بقوات قرنق، وفي العام 1986 أصبح نائب قائد الأركان مكلفا بالعمليات في الجيش الشعبي لتحرير السودان.
أصبح سلفا كير عام 1997 نائبا لقرنق في قيادة الحركة، وفي الوقت نفسه قائدا عسكريا لقواتها المسلحة في بحر الغزال.
ثارت الإشاعات منذ العام 1998 حول خلافه مع جون قرنق وبأنه كان يخطط لانقلاب داخل الحركة الشعبية واعتقال قائده قرنق. ويعد سلفا كير من المتشددين داخل الحركة، وكان مؤيدا قويا لخيار الانفصال عن الحكومة المركزية باعتباره حلا أمثل للجنوب.
ومن غرائب الصدف أن جون قرنق كان سكرتير جوزيف لاقو في غضون المفاوضات والتوقيع على تلك الاتفاقية، وقد سجل اعتراضه كتابة على دمج جيش الأنانيا في الجيش السوداني بعد إحلال السلام، وهو ما حدث بالفعل، لنجد جون جارانج مع سلفا كير يصران على وجود الجيش الشعبي لتحرير السودان وجارانج قائده وسلفا كير رئيس هيئة أركانه مستقلا طوال فترة الست سنوات الانتقالية التي حددها اتفاق نيفاشا الموقع بنيروبي في 9 يناير الماضي 2005 والتي سيليها وفق نصوصها استفتاء شعب جنوب السودان لتقرير مصيره بين الانفصال والوحدة.

## روابط خارجية
- سالفا كير على موقع الموسوعة البريطانية (الإنجليزية)
- سالفا كير على موقع مونزينجر (الألمانية)